# Буцериус, Герд
Герд Буце́риус (нем. Gerd Bucerius; 19 мая 1906, Хамм, провинция Вестфалия, Германская империя — 29 сентября 1995, Гамбург) — немецкий издатель и политик, член партии Христианско-демократический союз Германии, журналист, публицист, юрист.

## Биография
Родился 19 мая 1906 года в городе Хамме в провинции Вестфалия Германской империи в протестантской семье. Учился в школе в Эссене, Ганновере, с 1922 года — в Гамбурге. До 1922 года его отец Вальтер Буцериус был бургомистром Ганновера, потом перешёл в дирекцию Hugo Stinnes AG für Seeschiffahrt und Überseehandel в Гамбурге.
Окончил среднюю школу в Гамбурге в 1924 году. В 1924 начал изучать юриспруденцию в университете в Фрайбурге-в-Брайсгау, Гамбурге и Берлине. В 1928 году сдал первый, а в 1932 году второй юридический государственный экзамен.
После сдачи экзамена работал бесплатно судьей в городах Альтона, Киль и Прец и работал за деньги судьей в Фленсбурге. В 1933—1946 работал юристом в юридической фирме своего отца в Альтона. В 1934 защитил диссертацию на звание доктора юридических наук в Гамбургском университете на тему «Момент односторонней утраты права собственности изъятых и ликвидированных товаров, представленный для сравнения в праве английских, американских и германских конфискаций Мировой войны». Научным руководителем работы был профессор государственного права Альбрехт Мендельсон Бартольди. В 1937 году защищал еврейского судовладельца из Гамбурга Арнольда Бернштейна, одну из первых жертв ариизации, на показательном процессе, проводимым Первым прокурором Гамбурга Генрихом Яухом. В 1932 женился на еврейке Детте (Гретель) Гольдшмидт.
Вермахт призвал его на военную службу в 1940 только на два месяца.
С 1943 по 1945 год работал заместителем генерального директора и юрисконсультом фирмы Diago-Werke Moeller & Co. в Гамбурге. Эта компания в последние годы войны строила казармы и бараки и использовала еврейских узников концлагерей на исправительных работах.
C 14 июня 1945 года был доверенным лицом британской военной администрации в Гамбурге, управлял газетой Hamburger Zeitung.
14 февраля 1946 года получил вместе с Ловис Х. Лоренцом, Рихардом Тюнгелем и Эвальдом Шмидт ди Симони разрешение британских оккупационных властей на издание еженедельной газеты Die Zeit. В 1949—1951 постепенно приобрел контрольный пакет акций в издательстве Генри Наннена и стал также издателем журнала Stern.
В 1951—1957 гг. состоялось распределение акционерного капитала Die Zeit между компаньонами, Герд Буцериус стал единственным владельцем издания. Убыточный Die Zeit был страстью издателя долгие годы до его смерти и финансировал его Буцериус из прибыли журнала Stern. Против позиции редакции запустил успешное цветное приложение к Die Zeit — журнал ZEIT magazin — первая цветная вкладка в Германии. Многолетняя переписка с главным редактором газеты Die Zeit Марион Дёнгоф стала образцом профессиональной переписки.
1 июля 1965 года учредил вместе с Рихардом Грунером и Джоном Яром-старшим Gruner + Jahr GmbH, второй по величине газетный концерн в Германии. 1 января 1973 передал свою долю в компании медиаконцерну Bertelsmann, был временным председателем вновь созданной компании Gruner + Jahr.
15 декабря 1971 года основал фонд ZEIT-Stiftung, ставший после его смерти владельцем состояния издателя. В 2000 году фонд открыл Bucerius Law School — первый немецкий частный юридический университет в Гамбурге, в 2001 — Институт исследований современной немецкой истории и общества имени Герда Буцериуса при Хайфском университете, в 2002 — Bucerius Kunst Forum. 70 000 евро фонд раздал в качестве премии имени Герда Буцериуса «Свободная пресса Восточной Европы».
В 1972 году газета вышла из медиаконцерна Bertelsmann, и Буцериус основал издательство Zeitverlag. В 1977—1982 издательство возглавлял Дитер Штольц. С 1985 года издательством управляла подруга Буцериуса Хильда фон Ланг (до 1990 года вместе с Гельмутом Шмидтом, который был соиздателем). В 1988 году основал с 55 % долей ZEIT-TV-GmbH. С 1 июля 1996 года Die Zeit принадлежит издательской группе Holtzbrinck-Verlagsgruppe.

## Семья
11 октября 1932 женился на Детте («Гретель») Гольдшмидт (1910—1970), еврейке. Она эмигрировала в декабре 1938 года в Англию. 19 декабря 1945 супруги развелись. 12 апреля 1947 женился на Гертруде Эбель Мюллер (1911—1997), прозванной Эбелин.

## Партия
26 июня 1946 года вступил с группой бургомистра Рудольфа Петерсена в Христианско-демократический союз Германии. 8 февраля 1962 года вышел из партии после так называемыго дела Höllenfeuer. Поводом послужила статья «Brennt in der Hölle wirklich ein Feuer?» в журнале Stern, которая 7 февраля «нанесла травму христианским чувствам» объединенной фракции Христианско-демократического союза и Христианско-социального союза в бундестаге. Поссорился с канцлером Конрадом Аденауэром из-за его отношения к Восточной политике, особенно из-за отношения к строительству Берлинской стены в августе 1961 года.

## Депутат
В 1946 году был назначен оккупационными властями членом парламента Гамбурга. В 1946—1947 был членом консультативного совета британской зоны оккупации. В 1948—1949 был членом Экономического совета Бизонии во Франкфурте-на-Майне. В экономическом совете Бизонии был председателем Комитета по выравниванию финансовых возможностей федеральных земель.
Со 2 сентября 1949 по 8 февраля 1962 был членом бундестага. В ходе первого срока он был председателем Социального комитета Берлина, с 10 ноября 1954 по 3 июля 1957 — председатель комиссии бундестага по «Делу Йона Отто».
Настаивал осенью 1956 в период слабости Восточного блока на том, чтобы воспользоваться этим и перенести столицу Германии в Берлин. Было решено, что в Берлине будет вторая резиденция президента Германии, а бундестаг будет собираться во вновь отстроенном Рейхстаге. По инициативе Буцериуса вопрос столицы Германии остался открытым.

## Государственная служба
С 26 февраля по 15 ноября 1946 был беспартийным членом Сената Гамбурга. После государственных выборов в 1946 году был выдвинут частью правительства от Христианско-демократического союза на пост сенатора по вопросам культуры, но не стал им.
В 1952—1957 был федеральным уполномоченным по продвижению экономики Берлина.

## Память
15 мая 1986 года парламент Гамбурга назвал Герда Буцериуса почётным гражданином города Гамбурга. В столетний юбилей 18 мая 2006 года поперечная улица между улицами Speersort и Curierstraße в Гамбурге, расположенная западнее здания Die Zeit, названа Buceriusstraße.
В 2006 немецкая почтовая компания Deutsche Post AG выпустила памятную марку к столетию со дня рождения Герда Буцериуса.

## Награды
В 1956 году получил Большой офицерский крест, а в 1986 году Большой крест со звездой и плечевой лентой.
В 1990 отмечен медалью Людвига Эрхарда за заслуги в социально-ориентированной рыночной экономике.

## Сочинения
- Gerd Bucerius. Zwischenrufe und Ordnungsrufe : zu Fragen d. Zeit. — Берлин: Siedler, 1984. — 383 с. — ISBN 3-88680-034-2.
- Gerd Bucerius. Nippons neue Vasallen : warum uns Japan schlagen wird / Из: Die Zeit, № 9, 1981. — Гамбург: Zeitverlag, 1981. — 10 с.
- Gerd Bucerius. Der Adenauer : subjektive Beobachtungen e. unbequemen Weggenossen. — Гамбург: Hoffmann und Campe, 1976. — 110 с. — ISBN 3-455-00736-8.
- Gerd Bucerius. Der angeklagte Verleger : Notizen z. Freiheit d. Presse. — Мюнхен: Piper, 1974. — 171 с. — ISBN 3-492-00392-3.
- Gerd Bucerius. Die Illustrierten und die Massengesellschaft. — Дюссельдорф: Troost-Werbeagentur, 1962. — 14 с.